# Teenager-Report – Die ganz jungen Mädchen
Teenager-Report – Die ganz jungen Mädchen ist ein deutscher Sexfilm von 1973, der sich als Dokumentarfilm ausgab. Man kann ihn zur Kategorie der Report-Filme zählen. Der Film kam am 20. Juli 1973 in die deutschen Kinos und erzählt in vier Episoden die erotischen Abenteuer weiblicher Teenager. 
Regisseure waren Robert Furch und André Ketiv.

## Handlung
Yvette hat es nicht eilig, sich von ihrem Freund Peter entjungfern zu lassen. Als aber Professor Dubras sich ihr handgreiflich nähert, gibt sie sich doch lieber ihrem Peter hin. Der Professor wird stattdessen mit der gesamten Schulklasse konfrontiert.
Marie begehrt den flotten Nachbarsjungen, der ihr endlich die bei ihren Freundinnen als Statussymbol  begehrten Knutschflecken verabreichen soll. Sie kommt tatsächlich zu ihren Knutschflecken, und ein Arzt beruhigt ihre besorgte Mutter.
Mirko sammelt die Büstenhalter seiner Liebespartnerinnen und kann an einem einzigen Abend gleich drei neue Eroberungen in seine Sammlung einordnen.
Ein Schüler lernt von seiner Nachhilfelehrerin mehr das Liebesleben als Französisch und gibt sein Wissen gerne an eine Schülerin weiter.

## Hintergrund
Der Film ist, wie jeder andere Reportfilm aus dieser Zeit auch, nach dem Prinzip des Schulmädchen-Reports aufgebaut. Das bedeutet wenig Handlung, dafür aber viel Erotik. Die einzelnen Episoden werden nur oberflächlich miteinander in Verbindung gebracht.
Von dem ursprünglich 85-minütigen Film kam eine nur 60-minütige Videofassung in den Handel.

## Kritik
Das Lexikon des internationalen Films nannte den „Teenager-Report“ einen „vulgären Sexfilm, der unverhohlen Klischees und Vorurteile auswalzt“.